# Bala (Mehedinți)
Bala é uma comuna romena localizada no distrito de Mehedinți, na região de Oltênia. A comuna possui uma área de 101.11 km² e sua população era de 4578 habitantes segundo o censo de 2007.